# 埔里瀛海城隍廟
23°57′56″N 120°57′54″E / 23.965530°N 120.964957°E
埔里瀛海城隍廟，是位於臺灣南投縣埔里鎮南門里的城隍廟，具有鸞堂體制。

## 沿革
此廟初建於光緒十三年（1887年），由臺灣府南路撫民理番同知吳本設立，初址為大埔城北門街、今日的埔里小段26234號地。其城隍神像據說是奉命開發埔里的官員在道光二十六年（1846年）自台南帶來，原奉於鹿耳門媽祖廟。
光緒甲午年（1894年）間，燬於火災，後來神像安奉於1900年代建立、奉祀三恩主的懷善堂。該鸞堂位在今日的南門里，當時為施雲釵、施丹梯兄弟的住家。1948年，地方人士呈請政府同意，將位在南門里南昌街的日本佛教真言宗「弘法寺」撥接給廟方使用。1960年，耗資600萬元興建廟宇，至1966年12月11日中殿落成，地下室作為圖書室、一樓作為城隍廟、二樓為龍鳳閣。
九二一大地震後僅剩廟宇後殿。2011年5月15日舉行重建動土典禮，行政院長吳敦義、南投縣長李朝卿、立委馬文君、國策顧問林水吉、副議長潘一全、埔里鎮各級民意代表、和臺灣各地城隍廟代表出席。2013年9月4日，瀛海城隍廟重建委員會正式成立，由李承豐擔任主委，慈善會創會長則由胡嘉宸擔任，代理縣長陳志清、副議長潘一全到場致意。身為信徒的潘一全，為感謝當選，捐出一半的選票補助款捐給予廟方。
2015年4月8日舉行上梁儀式，2017年7月3日大殿完工。
終於在2019年九二一震災二十週年時完成重建工作，並盛大舉行入火安座大典，全台各地的城隍爺也依同前來埔里慶賀埔里瀛海城隍的入廟安座大典。

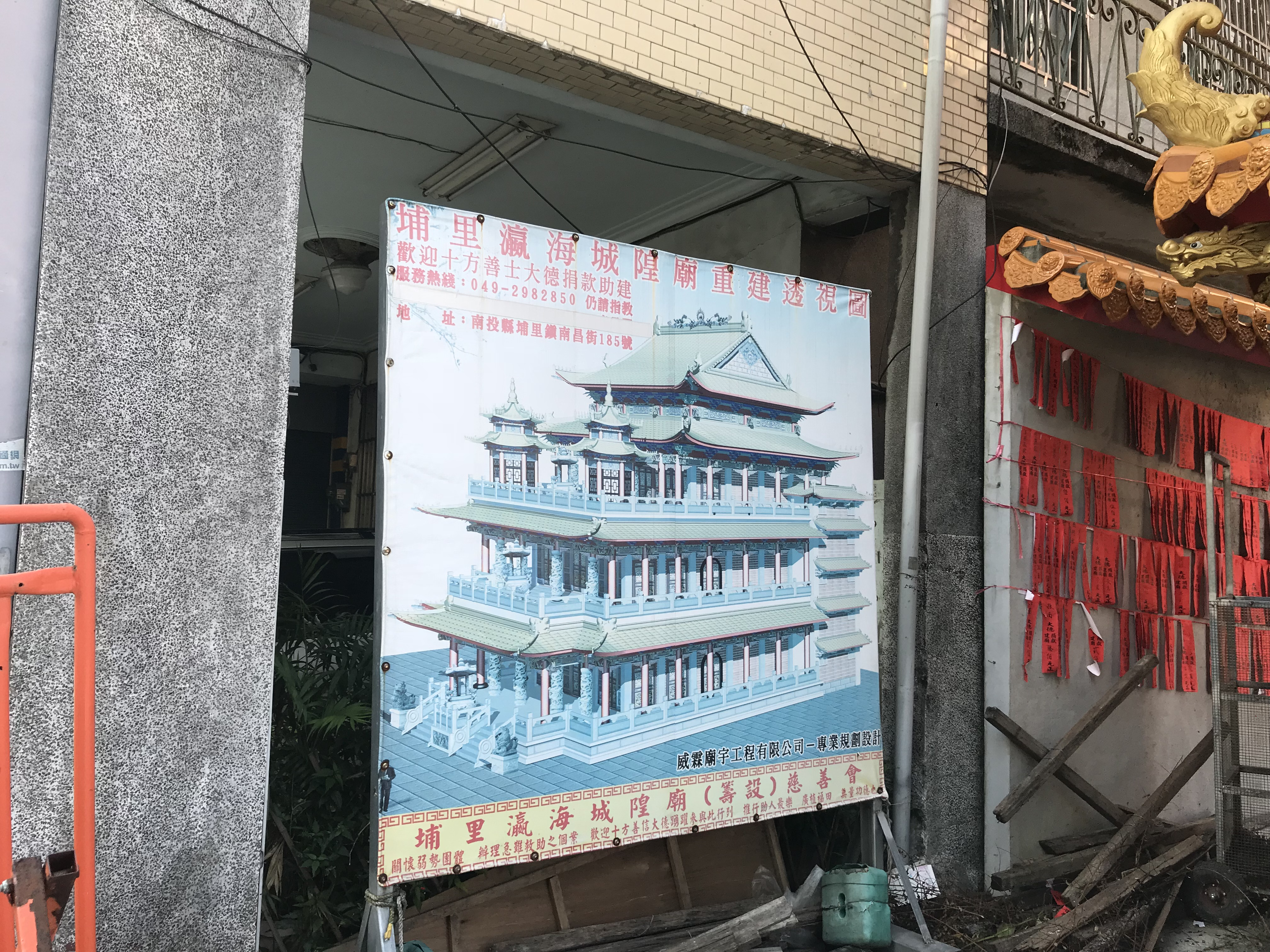
廟位在南昌街185號。

## 傳說
當地文史工作者潘樵認為其城隍神像為明朝風格，推測該像是隨鄭成功越海而來，也是廟名冠上「瀛海」的由來。潘樵的母親洪蕊就是該廟的鸞生。
埔里榮民醫院醫生陶之岳，曾寫過一篇關於此廟城隍神像的奇聞。內容是講湖北籍榮民、炊事楊玉珍從埔里公路局工務段轉到梨山工務段工作時，被廚房未砌好的門檻絆倒而昏迷，先送到梨山榮民醫院，後轉到澄清醫院。楊玉珍夢見一位城隍爺以他還有三年陽壽為由，遭打了一巴掌，醒來後發現躺在澄清醫院太平間。後來，楊玉珍轉到埔里榮民醫院療養時，一天來埔里城隍廟逛，才發現場景、城隍神像就是他所夢見的樣子。陶之岳寫到，楊玉珍三年後才去世。
2017年2、3月間，工作人員無意中發現城隍神像雙眼有淚痕，認為是神明因重建而感動落淚，後來重建大殿落成安座時才擦掉。理化老師及神像雕刻師傅則認為，是跟近日氣候多雨、空氣中水氣含量高有關。

## 祭祀
農曆六月十五日城隍神聖誕，廟方會進行遶境。

## 外部連結
- 官方网站